# Alekszandrovkai járás
Az Alekszandrovkai járás (oroszul Алекса́ндровский райо́н) Oroszország egyik járása az Orenburgi területen. Székhelye Alekszandrovka.

## Népesség
- 1989-ben 22 329 lakosa volt.
- 2002-ben 19 962 lakosa volt.
- 2010-ben 15 702 lakosa volt, melyből 9524 orosz, 2 596 tatár, 1 650 baskír, 351 ukrán, 350 kazah, 283 mordvin, 204 német, 144 örmény.